# Pandivirilia caesia
Pandivirilia caesia är en tvåvingeart som beskrevs av Johann Wilhelm Meigen 1835. Pandivirilia caesia ingår i släktet Pandivirilia och familjen stilettflugor.
Artens utbredningsområde är Tyskland. Inga underarter finns listade i Catalogue of Life.